# 王琳 (巴陵郡王)
王琳（526年—573年11月22日），字子珩，會稽郡山阴县（今浙江省绍兴市）人，南朝梁政治人物。

## 生平

### 早年
其父王显嗣，為梁湘东王国常侍。次姐王氏和另一位姐妹同是湘东王萧绎宠爱的妾室。因此，未到弱冠之年的王琳得在左右。王琳本兵家，能为诗。仕梁为将帅。乃梁元帝蕭繹部将王僧辩的手下，在侯景之亂中他召集了一支山賊部隊參戰，立下大功，從此跻身政治舞台。
侯景之亂中，侯景派他的哥哥來勸降他，他却不爲所動；他的上司王僧辯和蕭繹猜忌他，將他投入監獄，殺了他的副將，他也不爲所動；但旧部陸納叛變，攻占長沙，政府無力圍剿時，他毅然身披鐐铐孤身勸降，陸納立刻投降。

### 反陈霸先之战
但梁朝很快崩潰，蕭繹被西魏部隊殺害，陳霸先殺掉王僧辯，废黜梁敬帝，自立陈朝。王琳拒絕陳霸先的招降，也不承认西魏所立的梁帝萧詧，称之为“贼詧”。他拥立元帝孙永嘉王萧庄为梁帝，靠著自己強大的人格魅力，孤身組織軍隊攻打陳朝。太平二年五月，進攻陈霸先。六月。陈霸先命平西将军周文育、平南将军侯安都等征讨王琳。侯安都至沌口（今武昌）与王琳对峙多日，侯安都军大败。陈霸先再派遣侯瑱、徐度進攻王琳，再派谢哲前往調解。八月，王琳同意退军湘州（今湖南长沙），陈霸先以大軍進驻大雷（今安徽望江）。
太平三年十月，王琳得知陈霸先病死，再度率军东进。三年十一月，王琳進攻大雷，侯瑱、侯安都、徐度三軍合力抗之。安州刺史吳明徹夜袭湓城（治所江州，今江西九江）失敗，被任忠击败，此時王琳乘勢追擊，天嘉元年二月，进軍至栅口（今濡须口东）。王琳军與侯瑱军在芜湖對峙，两军相持百余日。王琳出奇計引兵直取建康（今江苏南京），侯瑱出芜湖，尾隨其後。王琳以火攻侯軍，反燒自家船艦，水军大败，军士溺死無數。侯安都讨平王琳余党。二月，王琳逃至北齐。
王琳移守壽陽（安徽省寿县），与扬州道行台尚书卢潜，刺史王景显合守外郭。吳明徹以為壽陽城內人心不穩，再度發動奇襲，以水灌城，壽陽果然陷落，王琳、王贵显、卢潜等同時被俘。當時陈军中有王琳的老部下，“争来致请，并相资给”；陳軍大將吳明徹見到他的影響力仍然這樣巨大，怕他繼續造反作亂，派人追上去將他殺害，百姓皆哭。谥忠武。

## 家庭

### 父亲
- 王显嗣，南梁湘东王国常侍

### 兄弟姐妹
- 王珣，南梁巴州刺史
- 王珉[2]
- 王貴嬪，次姐，梁元帝贵嫔
- 王良人，梁元帝良人

### 夫人
- 济阳蔡氏，南梁散骑常侍蔡彦深之女，南梁侍中、特进、尚书令、司空、穆正公袁昂外孙女[3]

### 子女
- 王敬，长子，北齐通直常侍、巴陵郡王
- 王衍，第九子，隋朝渝州刺史
- 王毅[4]

## 延伸阅读
[在维基数据编辑]
 《北齊書/卷32》，出自李百药《北齊書》